# Paulina Wat
Paulina Wat z domu Lew, znana jako Ola Watowa (ur. 26 kwietnia 1903 w Warszawie, zm. 9 lutego 1991 w Paryżu) – polska pisarka żydowskiego pochodzenia, tłumaczka, wydawczyni spuścizny męża, poety Aleksandra Wata.

## Życiorys
Urodziła się w zamożnej warszawskiej rodzinie żydowskiej (była córką Aarona i Sary); jako młoda dziewczyna podjęła studia w Wolnej Wszechnicy Polskiej, a w 1922 rozpoczęła naukę w szkole aktorskiej. Rok później poznała poetę Aleksandra Wata, na którego prośbę porzuciła studia aktorskie. Po czterech latach rodzina wyraziła zgodę na ślub. W styczniu 1927 wyszła za niego za mąż w warszawskiej synagodze, uczestniczył w uroczystości Julian Tuwim. 
W redakcji „Miesięcznika Literackiego” (którego redaktorem naczelnym był Aleksander Wat) pracowała jako sekretarka; w środowisku literackim Warszawy była podziwiana za swoją urodę, o czym świadczyły zachowane wypowiedzi m.in. Jana Lechonia i Janiny Broniewskiej.
W lipcu 1931 na świat przyszedł syn Pauliny i Aleksandra – Andrzej Wat. W otwartym domu Watów działał salon literacki, bywali tu znani i uznani międzywojenni polscy autorzy.
We wrześniu 1931 Aleksander Wat został aresztowany za działalność komunistyczną. Paulina wraz z synem i mężem, po wyjściu Wata na wolność, mieszkała w Warszawie aż do wybuchu II wojny światowej, kiedy zdecydowali się na ucieczkę do Lwowa, gdzie Aleksander rozpoczął pracę w „Czerwonym Sztandarze” – polskojęzycznym piśmie kontrolowanym przez sowieckiego okupanta, w którym pisali znani przed wojną autorzy o lewicowych poglądach.
W styczniu 1940, NKWD zorganizowało prowokację, w rezultacie której aresztowany został Aleksander Wat razem z pisarzem Władysławem Broniewskim. W kwietniu Paulinę wraz z dziewięcioletnim synem deportowano do obwodu wschodniokazachstańskiego, gdzie ciężko pracowała fizycznie, między innymi przy wypalaniu cegieł. W Iwanowce koło Żarmy żyła w spartańskich warunkach cierpiąc głód. Po roku, w 1941, zezwolono jej na osiedlenie się razem z dzieckiem w południowym Kazachstanie (okolice miasta Czymkent). Sam pobyt na zesłaniu tak wspomina; „tortura czasu, głodu, a szczególnie najstraszliwsza tortura ludzkiej niechęci, straszliwych podejrzeń, z dodatkiem obrzydliwego na tym dnie niedoli ludzkiej i osamotnienia antysemityzmu”. W 1942 odnaleźli się z mężem w Kazachstanie i od tego czasu przebywali na zesłaniu – już razem, we trójkę – aż do 1946, kiedy pozwolono im na powrót do Polski.
Po powrocie do Warszawy Paulina Wat zajęła się tłumaczeniami z rosyjskiego. Przełożyła Wassę Żelaznową Maksima Gorkiego i Konstantina Paustowskiego.
W 1959, otrzymawszy stypendium Fundacji Forda, Watowie wyjechali z Polski. Początkowo mieszkali we Włoszech, potem trafili do Francji, gdzie zamieszkali – od 1961 w Paryżu – na stałe (z dwuletnią przerwą, kiedy przebywali w USA – 1963–1965 na zaproszenie Uniwersytetu Kalifornijskiego mieszkali w Berkeley, gdzie Wat objął posadę asystenta). Po śmierci męża (1967) Paulina Wat zajmowała się opracowaniem jego dorobku literackiego; opublikowała też wspomnienia, obejmujące czasy zesłania do Kazachstanu pod tytułem Wszystko co najważniejsze... (1984). Na podstawie tych wspomnień, już po śmierci autorki, powstał film Wszystko co najważniejsze... (1992) Roberta Glińskiego, który na 17. Festiwalu Polskich Filmów Fabularnych w Gdyni (1992) został nagrodzony Złotymi Lwami.
Paulina Wat zmarła w 1991 w Paryżu. Jej korespondencja z Czesławem Miłoszem opublikowana została w kwartalniku „Zeszyty Literackie” w 2009, osiemnaście lat po jej śmierci i pięć lat po śmierci Miłosza.